# Иванов, Сергей Владимирович (вице-мэр)
Сергей Владимирович Иванов (25 октября 1956 — 25 марта 2002) — вице-мэр города Сургут, заместитель мэра, руководил Департаментом архитектуры и градостроительства, курировал Комитет по природопользованию и экологии и Комитет по земельным ресурсам.
До этого генерал-лейтенант, командир дорожно-строительного корпуса, начальник Сургутского гарнизона, из семьи потомственных военнослужащих.

## Биография
Родился 25 октября 1956 года в городе Шахты, Ростовская область, в семье военнослужащего.
После окончания средней школы, в 1974 году, поступил на военную службу в Московское высшее командное училище дорожных и инженерных войск МО СССР (МВКУДИВ).
По окончании МВКУДИВ, 1978 году, по специальности «инженер по строительству автомобильных дорог», направлен для дальнейшего прохождения службы в Дорожные войска ВС СССР, в Московскую область, в отдельный дорожный батальон.
Проходил службу на различных должностях в ВС СССР, за первые 6 лет, по окончании училища дорожных и инженерных войск, прошел путь от командира взвода до командира отдельного дорожно-строительного батальона (воинская часть).
Окончив Ордена Ленина Военную академию тыла и транспорта, в 1988 году, распределяется в 60-ю отдельную дорожно-строительную бригаду, дислокация Тюменская область, и через два года службы назначен на должность начальника штаба 60-й отдельной дорожно-строительной бригады. Позднее назначен на должность командира 60-й отдельной дорожно-строительной бригады.
С 1994 года — командир дорожно-строительного корпуса, в системе Федерального дорожно-строительного управления при Минобороны России ВС России.
В 1995 году присвоено воинское звание генерал-майор, в 1997 году — генерал-лейтенанта.
В 2000 году защитил кандидатскую диссертацию. Присуждена учёная степень — кандидат технических наук.
С 1994 года по 2000 год под его непосредственным руководством построены сотни километров автомобильных дорог для обустройстве новых нефтяных и газовых месторождений на территории ЯНАО и ХМАО, а также на юге Тюменской области в рамках реализации государственной программы «Дороги России».
В 2000 году уволился в запас из рядов Вооружённых Сил Российской Федерации в связи с проведением организационно-штатных мероприятий. Когда войсковая часть была расформирована, при создании Спецстроя России, поступило предложение от мэра Сургута стать его заместителем и возглавить строительный комплекс города. С 2000 года по 2002 год — вице-мэр — заместитель мэра, руководил Департаментом архитектуры и градостроительства, курировал Комитет по природопользованию и экологии и Комитет по земельным ресурсам. Под его руководством был скорректирован генеральный план развития территорий Сургута, сделаны проекты застройки нескольких микрорайонов города, подготовлен эскиз памятника «Основателям Сургута», в городе появились жилые дома новых серий и музейный центр.
Был убит во время отпуска в Москве, перед магазином «Перекрёсток» на улице Генерала Кузнецова в микрорайоне Жулебино, в понедельник 25 марта 2002 года. Вечером в этот день неизвестный преступник стрелял в вице-мэра, одна пуля попала в предплечье, вторая — в грудь, от полученных ранений скончался на месте, по непонятным причинам, «скорая» приехала лишь спустя сорок минут (на подстанции объяснить этот факт внятно не смогли). По факту гибели вице-мэра столичная прокуратура возбудила уголовное дело по статье 105 УК РФ (убийство).
Похоронен в Москве, на Троекуровском кладбище.

Это был очень добрый, интеллигентный и чуткий человек, он закончил военную академию с золотой медалью и вообще жил и работал на отлично.
— Начальник информационно-аналитического управления администрации Сургута Валентина Тройнина

## Семья
- родители, живут в Балашихе;
- жена Ольга;
- сын Владимир;
- дочь Екатерина.

## Знаки отличия
- золотая медаль, за отличное обучение в ОЛВАТТ (1988 год)
- учёная степень — кандидат технических наук (2000 год)

### Медали
- СССР
- ВС СССР
- ВС России

## Память
- В честь Сергея Владимировича названа улица в Сургуте, расположенная между 33-м и 34-м микрорайонами города[4].